# Rungis
Rungis je město v jižní části metropolitní oblasti Paříže ve Francii v departmentu Val-de-Marne a regionu Île-de-France. Od centra Paříže je vzdálené 11,6 km.
Nachází se zde největší potravinářský velkoobchod na světě Marché international de Rungis s plochou 232 hektarů. Také zde sídlí letecká společnost Corsair International a hlavní pařížské zahradnictví Centre horticole de la Ville de Paris. Katastrem Rungis prochází Medicejský akvadukt s vodárnou z doby Ludvíka XIII. a již nefunkční akvadukt Lutetia. Kostel Nanebevzetí Panny Marie z roku 1908 je zapsán na seznam Monument historique. První písemná zmínka o obci pochází z roku 1124, kdy se stala majetkem pařížského kláštera Sainte-Geneviève.

## Geografie
Sousední obce: Fresnes, Chevilly-Larue, Thiais, Orly, Wissous a Paray-Vieille-Poste.

## Vývoj počtu obyvatel
Počet obyvatel

## Doprava
Město je dosažitelné linkou RER C. Dva kilometry od něj se nachází mezinárodní letiště Paříž-Orly.